# Sabulodes exsecrata
Sabulodes exsecrata là một loài bướm đêm trong họ Geometridae.